# Liste in Vietnam vorhandener Dampflokomotiven
Dies ist eine Liste erhaltener Dampflokomotiven auf dem Gebiet von Vietnam.

## Lokomotiven mit Spurweite 1000 mm
| Foto | Nummer oder Name                 | Bauart / Achsfolge | Hersteller      | Fabrik- nr. | Baujahr | Historie                   | Eigentümer / Betreiber / Strecke | Bemerkungen |
| ---- | -------------------------------- | ------------------ | --------------- | ----------- | ------- | -------------------------- | -------------------------------- | ----------- |
|      | DSVN (JNR) No. 131-428 (C12-128) | 1’C1’              | Kawasaki        | 1689        | 1936    | JNR Class C12              | Dalat-Trai Mat Heritage Railway  | [ 1 ]       |
|      | DSVN No. 141-026                 | 1’D1               | SACM (Mulhouse) |             |         | Vietnam Railways 141 Class | Da Nang Railway Station          | [ 2 ]       |
|      | DSVN No. 141-122                 | 1’D1               | SACM (Mulhouse) |             | 1964    | Vietnam Railways 141 Class | Gia Lam Train Factory            | [ 3 ]       |
|      | DSVN No. 141-158                 | 1’D1               | SACM (Mulhouse) |             | 1964    | Vietnam Railways 141 Class | Saigon Station                   | [ 4 ] [ 5 ] |
|      | DSVN No. 141-159                 | 1’D1               | SACM (Mulhouse) |             |         | Vietnam Railways 141 Class | Di An Locomotive Works           | [ 6 ]       |
|      | DSVN No. 141-165                 | 1’D1               | SACM (Mulhouse) |             |         | Vietnam Railways 141 Class | Di An Locomotive Works           | [ 7 ]       |
|      | DSVN No. 141-179                 | 1’D1               | SACM (Mulhouse) |             |         | Vietnam Railways 141 Class | Bao Tang Ha Noi/Hanoi Museum     | [ 8 ]       |
|      | DSVN No. 141-182                 | 1’D1               | SACM (Mulhouse) |             |         | Vietnam Railways 141 Class | Di An Locomotive Works           | [ 9 ]       |
|      | DSVN No. 141-190                 | 1’D1               | SACM (Mulhouse) |             |         | Vietnam Railways 141 Class | Di An Locomotive Works           | [ 10 ]      |
|      | DSVN No. 141-202                 | 1’D1               | SACM (Mulhouse) |             |         | Vietnam Railways 141 Class | Euro Garden Cau Dat              | [ 11 ]      |